# Balance des revenus
Pour les articles homonymes, voir balance.
 (octobre 2016).
Si vous disposez d'ouvrages ou d'articles de référence ou si vous connaissez des sites web de qualité traitant du thème abordé ici, merci de compléter l'article en donnant les références utiles à sa vérifiabilité et en les liant à la section « Notes et références ».
La balance des revenus permet de mesurer les échanges de revenu (salaires versés ou reçus de l'étranger, revenus tirés des investissements à l'étranger ou versés aux étrangers ayant investi dans le pays).
La balance des revenus est utilisée par la Comptabilité nationale pour mesurer les échanges (importations/exportations) de la France aux pays étrangers. En économie, la balance des revenus est l'une des composantes de la balance courante qui mesure tous les flux monétaires.

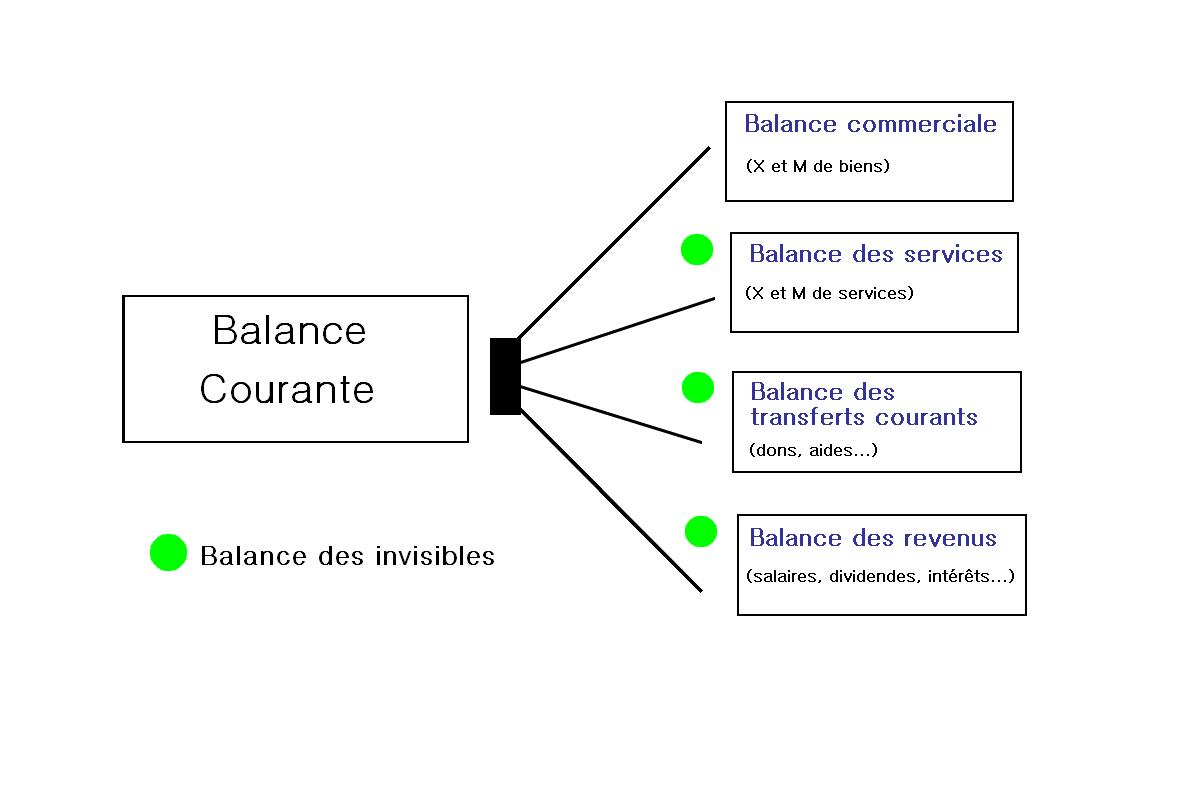
Schéma simplifié de la balance courante (selon la comptabilité nationale française)